# Margareta Reymers
Margareta Reymers , född 1747, död efter 1771, var en nederländsk sjöman. 
Hon värvade sig 1770 på ett skepp på väg till Batavia i Nederländska Ostindien utklädd till man under namnet Hans Hendrik Hijmers. Hon upptäcktes och sattes i land i Kapkolonin för att skickas tillbaka med returflottan till Nederländerna år 1771, vid den tidpunkten gravid. 
Hennes historia har återberättats av Johan Splinter Stavorinus. 